# Neoechinorhynchus roonwali
Neoechinorhynchus roonwali är en hakmaskart som beskrevs av T.K. Datta och Soota 1963. Neoechinorhynchus roonwali ingår i släktet Neoechinorhynchus och familjen Neoechinorhynchidae. Inga underarter finns listade i Catalogue of Life.